# 호세 루이스 멘딜리바르
호세 루이스 멘딜리바르 에체바리아(스페인어: José Luis Mendilibar Etxebarria, 1961년 3월 14일, 바스크 주 살디바르 ~)는 미드필더로 활약한 스페인의 전 축구 선수로, 현재 감독이다.

## 선수 경력
멘딜리바르는 바스크 주 살디바르 출신이다. 그는 선수 시절 평범한 선수였는데, 라 리가에 속한 구단에서 활약한 적이 없는데, 그가 뛰었던 구단으로는 빌바오 아틀레틱, 로그로녜스, 세스타오, 그리고 레모나가 있었다.
멘딜리바르는 세군다 디비시온에 속해 있던 세스타오의 주축 미드필더로, 8년 동안 세군다 디비시온 구단에서 활약하며 거의 300경기에 가까운 공식 경기에 출전하였고, 하비에르 이루레타가 이끌었던 1986-87 시즌에는 승격을 아깝게 놓쳤다.

## 감독 경력
1994년에 선수 생활을 접은 후, 멘딜리바르는 아틀레틱 빌바오의 유소년 감독을 맡다가 란사로테의 사령탑을 거쳐 에이바르의 지휘봉을 잡았다. 그는 후자의 구단을 이끌고 한정된 예산에도 불구하고 세군다 디비시온에서 훌륭한 성과를 냈는데, 자신의 선수단을 2005년에 승격을 아깝게 놓친 선수단으로 변모시켰다.
이후 멘딜리바르는 유년 시절에 지지했던 바스크의 맹주 아틀레틱으로 복귀하였다. 그러나, 그는 몇 달 만에 해임되었는데, 사자 군단은 UEFA 인터토토컵 첫 라운드에서 탈락했고, 리그에서는 9경기를 치러 단 1승만을 거두고 최하위에 처져 있었다.
2006-07 시즌, 멘딜리바르는 바야돌리드 감독으로 취임하였는데, 바야돌리드는 승점 88점으로 1부 리그로 올라갔고, 2007-08 시즌과 2008-09 시즌에 1부 리그 잔류에 성공했다. 그러나, 2010년 2월 1일, 바야돌리드가 알메리아와의 안방 경기에서 1-1로 비기자, 그는 해임되었다.
1년이 약간 지나지 않은 시점에, 멘딜리바르는 다시 현장으로 복귀했는데, 그는 호세 안토니오 카마초의 후임으로 오사수나 감독이 되었다. 그의 임기 첫 경기는 4-0으로 이긴 에스파뇰과의 2011년 2월 20일 안방 경기였다. 2013년 9월 3일, 그는 새 시즌 시작 후 치른 세 경기에서 모두 패하면서 감독직에서 쫓겨났다.
2014년 5월 29일, 멘딜리바르는 2년차까지 연장할 수 있는 조건이 있는 1년 계약을 맺고 레반테의 감독이 되었다. 10월 20일, 불과 8경기에서 1승만을 챙기고, 4번의 안방 경기에서 무득점 14실점을 기록하면서, 그는 해임되었다.
2015년 6월 30일, 멘딜리바르는 가이스카 가리타노의 후임으로서 에이바르에 복귀했다.
2016-17 시즌, 멘딜리바르는 구단의 코파 델 레이 역대 최고 성적인 8강 진출의 성적을 냈는데, 8강에서 선수단의 다수가 부상 병동으로 빠진 와중에도 아틀레티코 마드리드에 합계 2-5로 분전했다.
이듬해에는 리그에서 구단 역대 최고 성적인 9위를 기록하였다.

## 수상

### 우승
- 세군다 디비시온 : 2006-07
- UEFA 유로파리그 : 2022-23

## 감독 통계
2023년 10월 7일 기준
| 구단            | 국적   | 취임             | 해임             | 기록 | 기록 | 기록 | 기록 | 기록  | 기록  | 기록 | 기록  | 주     |
| 구단            | 국적   | 취임             | 해임             | 전   | 승   | 무   | 패   | 득    | 실    | 차   | 율 %  | 주     |
| --------------- | ------ | ---------------- | ---------------- | ---- | ---- | ---- | ---- | ----- | ----- | ---- | ----- | ------ |
| 아라티아        | 스페인 | 1994년 7월 1일   | 1996년 6월 30일  | 76   | 41   | 14   | 21   | 126   | 67    | +59  | 53.95 | [ 21 ] |
| 바스코니아      | 스페인 | 1997년 6월 30일  | 1999년 5월 31일  | 82   | 39   | 27   | 16   | 123   | 79    | +44  | 47.56 | [ 22 ] |
| 빌바오 아틀레틱 | 스페인 | 1999년 5월 31일  | 2000년 7월 1일   | 38   | 15   | 10   | 13   | 45    | 35    | +10  | 39.47 | [ 23 ] |
| 바스코니아      | 스페인 | 2000년 7월 1일   | 2001년 6월 30일  | 38   | 16   | 8    | 14   | 65    | 59    | +6   | 42.11 | [ 24 ] |
| 아우레라        | 스페인 | 2001년 6월 30일  | 2002년 7월 1일   | 38   | 12   | 18   | 8    | 38    | 33    | +5   | 31.58 | [ 25 ] |
| 란사로테        | 스페인 | 2002년 7월 1일   | 2004년 7월 1일   | 95   | 40   | 25   | 30   | 145   | 110   | +35  | 42.11 | [ 26 ] |
| 에이바르        | 스페인 | 2004년 7월 1일   | 2005년 6월 21일  | 43   | 20   | 14   | 9    | 53    | 39    | +14  | 46.51 | [ 27 ] |
| 아틀레틱 빌바오 | 스페인 | 2005년 6월 21일  | 2005년 10월 31일 | 13   | 3    | 3    | 7    | 12    | 16    | −4   | 23.08 | [ 28 ] |
| 바야돌리드      | 스페인 | 2006년 6월 20일  | 2010년 2월 1일   | 156  | 62   | 43   | 51   | 210   | 206   | +4   | 39.74 | [ 29 ] |
| 오사수나        | 스페인 | 2011년 2월 14일  | 2013년 9월 3일   | 102  | 33   | 26   | 43   | 110   | 147   | −37  | 32.35 | [ 30 ] |
| 레반테          | 스페인 | 2014년 5월 29일  | 2014년 10월 20일 | 8    | 1    | 2    | 5    | 4     | 20    | −16  | 12.50 | [ 31 ] |
| 에이바르        | 스페인 | 2015년 6월 30일  | 2021년 5월 25일  | 248  | 76   | 66   | 106  | 299   | 353   | −54  | 30.65 | [ 32 ] |
| 알라베스        | 스페인 | 2021년 12월 28일 | 2022년 4월 4일   | 12   | 1    | 4    | 7    | 9     | 23    | −14  | 8.33  | [ 33 ] |
| 세비야          | 스페인 | 2023년 3월 21일  | 2023년 10월 8일  | 28   | 10   | 11   | 7    | 44    | 33    | +11  | 35.71 | [ 34 ] |
| 합계            | 합계   | 합계             | 합계             | 977  | 369  | 271  | 337  | 1,283 | 1,220 | +63  | 37.77 | —      |